# Joachim Mattern
Joachim Mattern (Beeskow, Brandemburgo, 2 de maio de 1948) é um ex-canoísta alemão especialista em provas de velocidade.

## Carreira
Foi vencedor da medalha de ouro em K-2 500 m e da medalha de prata em K-2 1000 m em Montreal 1976 com o seu colega de equipa Bernd Olbricht.